# Israel Luna
Israel Luna López (San Luis Potosí, México; 23 de marzo de 2002) es un futbolista mexicano. Juega de centrocampista y su equipo actual es el Club Pachuca de la Primera División de México.

## Trayectoria
Formado en las inferiores del Club Pachuca, Luna debutó en el primer equipo el 10 de julio de 2022 en la victoria por 1-2 ante el Cruz Azul. En su primer año, disputó 10 encuentros en la campaña que coronó a Pachuca con el Apertura 2022. Destaca el gol de la victoria el 22 de agosto al León.

## Selección nacional
Como internacional por la selección sub-17 de México, formó parte del plantel que ganó el Campeonato Sub-17 de la Concacaf de 2019 y jugó en la Copa Mundial de Fútbol Sub-17 de 2019, donde lograron el segundo lugar.

## Estadísticas

### Clubes
Actualizado al último partido disputado el 11 de abril de 2024.
| Club                  | Div.          | Temporada     | Liga  | Liga  | Copas nacionales | Copas nacionales | Copas internacionales | Copas internacionales | Total | Total |
| Club                  | Div.          | Temporada     | Part. | Goles | Part.            | Goles            | Part.                 | Goles                 | Part. | Goles |
| --------------------- | ------------- | ------------- | ----- | ----- | ---------------- | ---------------- | --------------------- | --------------------- | ----- | ----- |
| Club Pachuca · México | 1.ª           | 2022-23       | 29    | 3     | -                | -                | 1                     | 0                     | 30    | 3     |
| Club Pachuca · México | 1.ª           | 2023-24       | 5     | 0     | 1                | 1                | 2                     | 0                     | 8     | 0     |
| Club Pachuca · México | Total club    | Total club    | 34    | 3     | 1                | 1                | 3                     | 0                     | 38    | 4     |
| Total carrera         | Total carrera | Total carrera | 34    | 3     | 1                | 1                | 3                     | 0                     | 38    | 4     |

## Palmarés

### Títulos nacionales
| Título                     | Club         | País   | Año           |
| -------------------------- | ------------ | ------ | ------------- |
| Primera División de México | Club Pachuca | México | Apertura 2022 |

### Títulos internacionales
| Título                           | Club                       | País           | Año  |
| -------------------------------- | -------------------------- | -------------- | ---- |
| Campeonato Sub-17 de la Concacaf | selección sub-17 de México | Estados Unidos | 2019 |